# Michael Abendroth
Michael Abendroth, né le 29 janvier 1948 à Hambourg, est un acteur de cinéma et réalisateur allemand.

## Filmographie
Au cinéma
- 2016 : Paula : Carl Woldemar Becker
- 2010 : Sous toi, la ville : Hartmut John
- 2002 : Bungalow : le fumeur
- 1996 : Rudy

À la télévision
- Countdown : Jean Mölders
- 2011-2016 : Alerte Cobra (série télévisée) : Max Hesse / Seytan / Hannes Bischoff
- 2010 : Les Jours à venir : Förster
- 2008-2013 : Tatort (série télévisée)
- 2008 : Les Buddenbrook, le Déclin d'une famille : Dr. Friedrich Grabow
- 2008 : À la poursuite du trésor oublié : Prof. Bachmann
- 2008 : Post mortem : Jürgen Bark

## Théâtre
Michael Abendroth joue principalement au Theater in der Josefstadt